# العلاقات البوسنية الفلسطينية
العلاقات بين البوسنة والهرسك ودولة فلسطين هي العلاقات الدولية بين البوسنة والهرسك ودولة فلسطين . اعترف البلدان ببعضها البعض في 27 مايو 1992.  كان كلا البلدين جزءًا من الدولة العثمانية.

## التاريخ
في عام 1999، عقب تقارير عن نية البوسنة والهرسك فتح سفارتها في إسرائيل في القدس، نفت رئاسة البوسنة والهرسك ذلك بشكل قاطع وأكدت أن سفارتها ستكون في تل أبيب. كما شددت الرئاسة على أن إقامة علاقات دبلوماسية مع إسرائيل لن تكون ضد عملية السلام الإسرائيلية الفلسطينية وستعزز الجهود المبذولة لتحقيق تسوية سلمية في الشرق الأوسط. 

## العلاقات الدبلوماسية
فلسطين لديها سفارة في سراييفو، إلا أنه ليس للبوسنة والهرسك أي تمثيل دبلوماسي في فلسطين. تُعد السفارة البوسنية في القاهرة أو عمان معتمدة لدى الجانب الفلسطيني.
في 29 مايو 2013، سلم داركو زيلينكا سفير البوسنة والهرسك لدى الأردن نسخة من أوراق اعتماده سفيرًا غير مقيم لدى فلسطين إلى الرئيس عباس في رام الله. في مايو 2015، انتهت مهامه الرسمية.